# Pholiota pinicola
Pholiota pinicola är en svampart som beskrevs av Jacobsson 1986. Pholiota pinicola ingår i släktet tofsskivlingar och familjen Strophariaceae.   Inga underarter finns listade i Catalogue of Life.
I den svenska databasen Dyntaxa används istället namnet Flammula pinicola för samma taxon.  Arten är reproducerande i Sverige.